# Sida ammophila
Sida ammophila är en malvaväxtart som beskrevs av Ferdinand von Mueller och James Hamlyn Willis. Sida ammophila ingår i släktet sammetsmalvor, och familjen malvaväxter. Inga underarter finns listade i Catalogue of Life.

## Bildgalleri

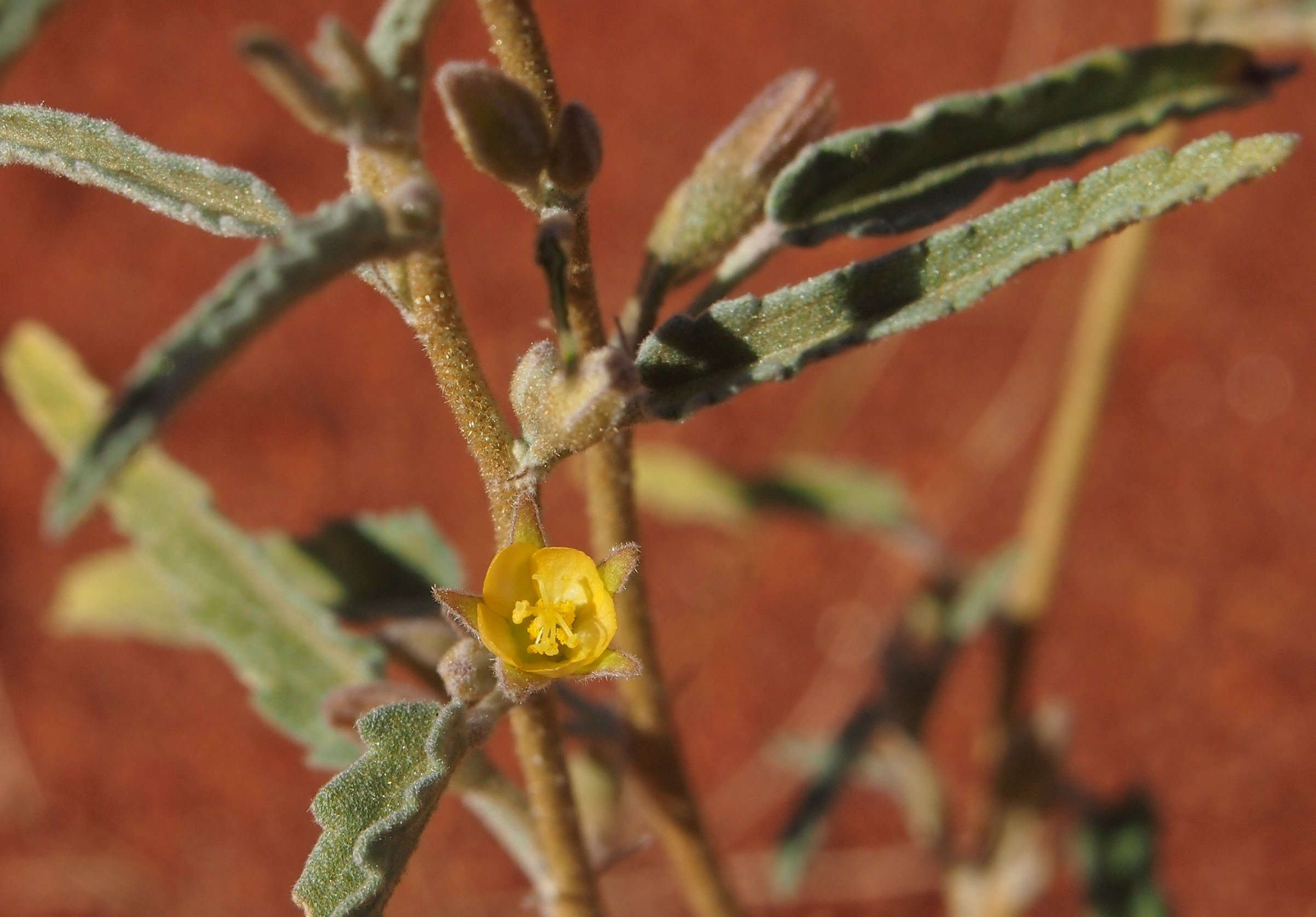
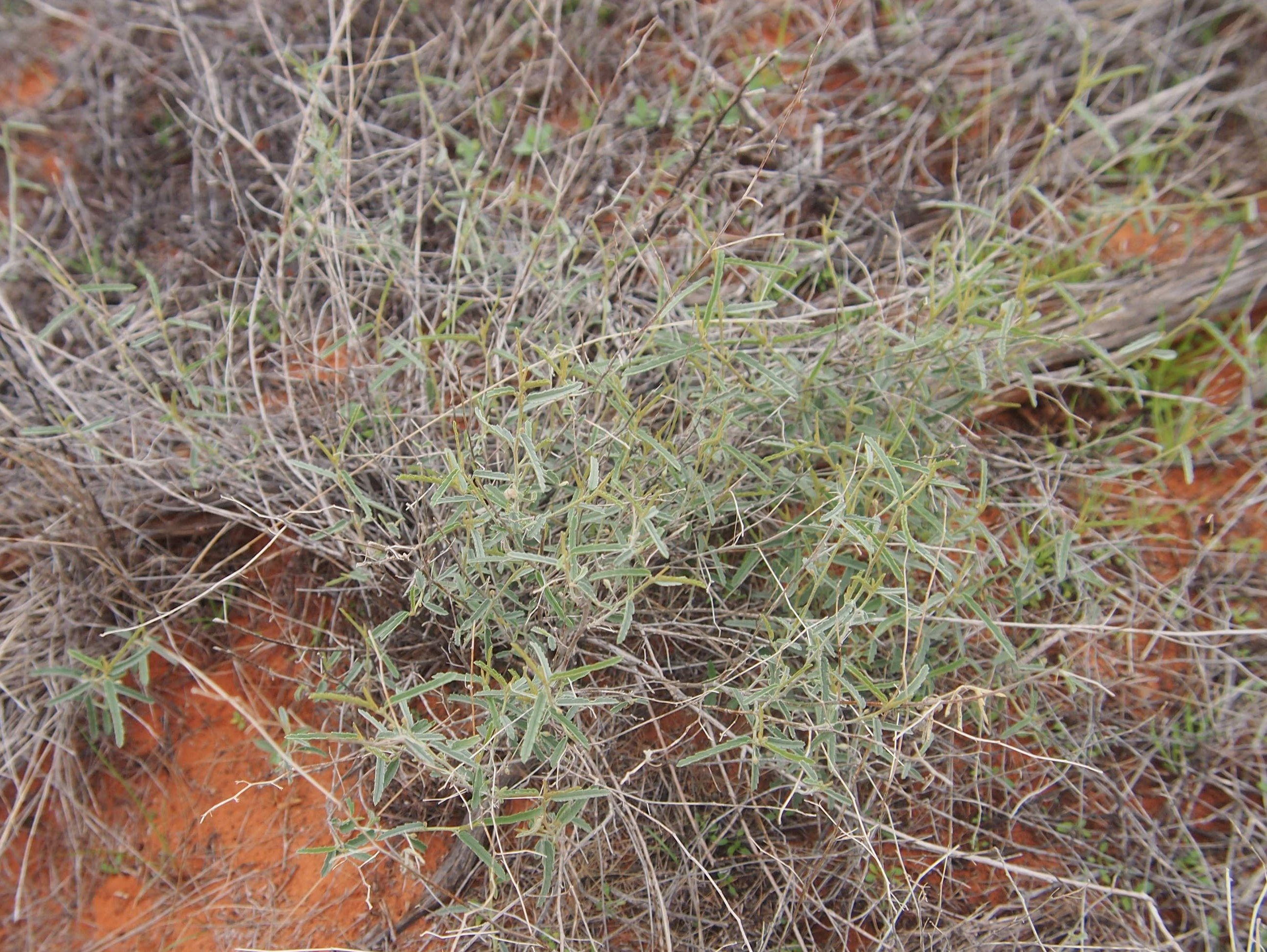
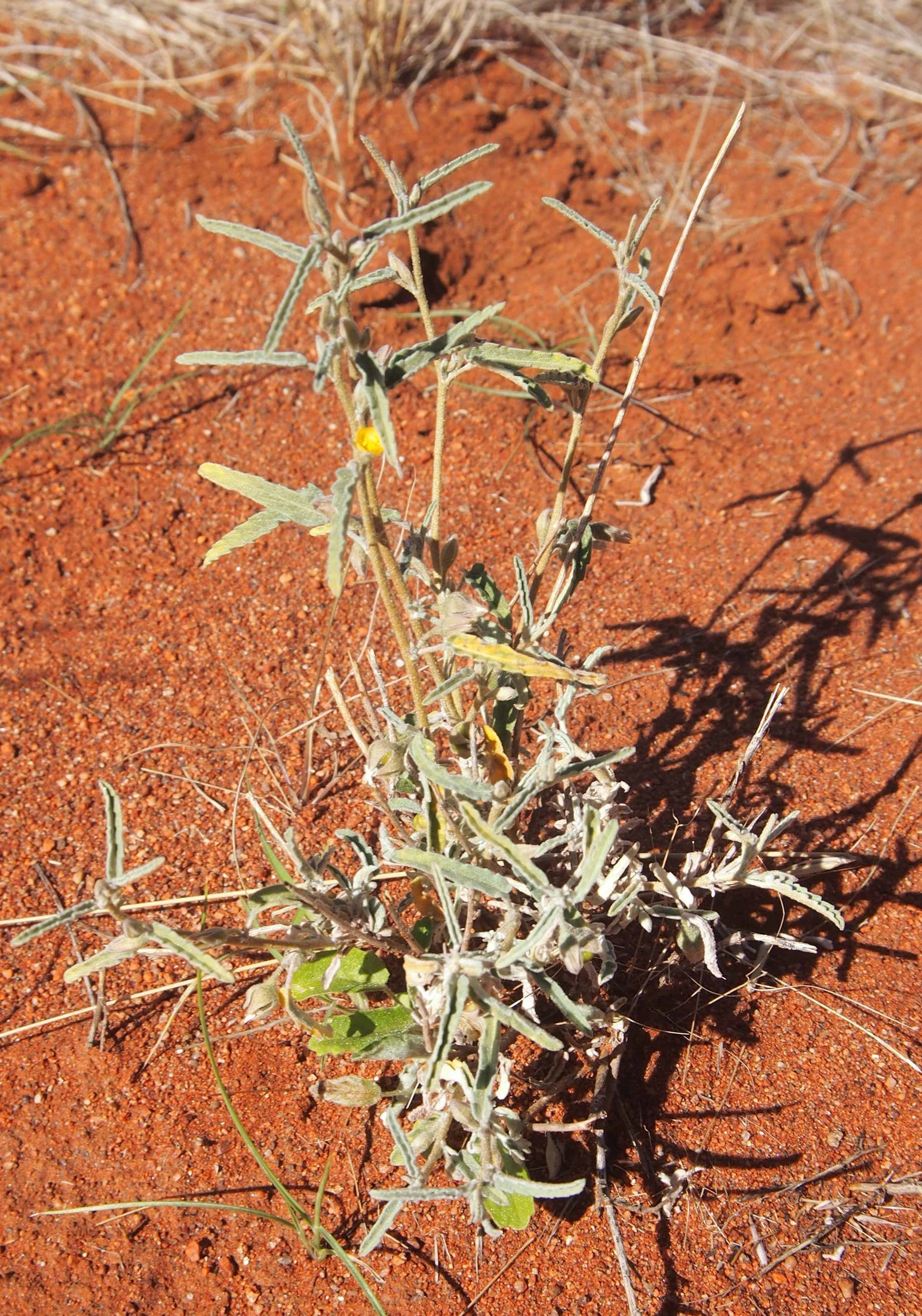
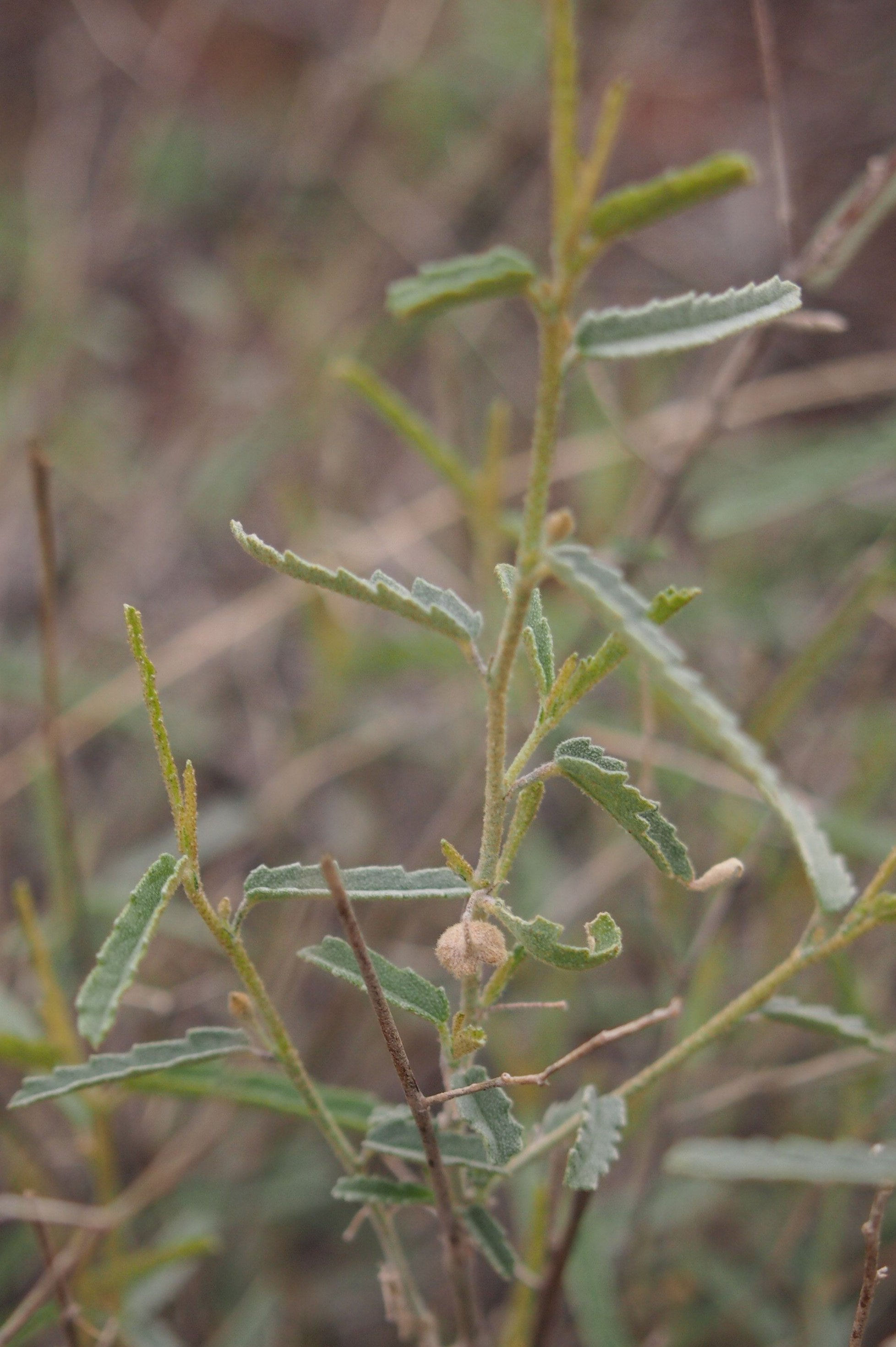